# Ай, Фахри Керем
Фахри Керем Ай (тур. Fahri Kerem Ay; род. 1 января 2005, Мерсин) — турецкий футболист, полузащитник клуба «Бешикташ».

## Клубная карьера
Ай — воспитанник клуба «Бешикташ». 12 мая 2024 года в матче против «Аланьяспора» он дебютировал в турецкой Суперлиге.

## Международная карьера
В 2024 году в составе юношеской сборной Турции Ай принял участие в юношеском чемпионате Европы в Северной Ирландии. На турнире он сыграл в матчах против сборных Франции, Испании, Дании и Норвегии. В поединке против испанцев Фахри забил гол.